# Gnaphosa maritima
Gnaphosa maritima är en spindelart som beskrevs av Norman I. Platnick och Mohammad U. Shadab 1975. Gnaphosa maritima ingår i släktet Gnaphosa och familjen plattbuksspindlar. Inga underarter finns listade i Catalogue of Life.